# مصدر كهنوتي
- مخطط يُظهر مؤلفي ومحرري الأسفار الخمسة (التوراة) وفقًا للفرضية الوثائقية
- J: يهوي (قرن 10–قرن 9 ق.م.)[1][2]
- E: إلوهيمي (قرن 9 ق.م.)[1]
- Dtr1: مؤرخ تثنوي في بداية (قرن 7 ق.م.)
- Dtr2: مؤرخ تثنوي في نهاية (قرن 6 ق.م.)
- P*: كهنوتي (قرن 6–قرن 5 ق.م.)[3][2]
- D†: تثنوي
- R: تنقيح
- DH: تاريخ تثنوي (أسفار يشوع والقضاة وصموئيل والملوك)

المصدر الكهنوتي (المعروف اختصارًا بالمصدر P) هو على الأرجح المصدر الأكثر شهرة من بين المصادر الأساسية للتوراة، ويتميز على المستويين الأسلوبي والديني عن باقي مصادر التوراة الأخرى. يعتبر معظم العلماء المصدر الكهنوتي الأحدث من بين جميع المصادر، و"يُعتقد أنه كان نوعًا من التنقيح لربط أسفار موسى الخمسة معًا"، وهو يتضمن مجموعة من المزاعم التي تتعارض مع المقاطع غير الكهنوتية، وبالتالي فهي مميزة بشكل فريد: منها أنه لا يذكر وجود قرابين في الفترة السابقة لتأسيس يهوه (الإله) الديانة في سيناء، والتأكيد على المكانة الرفيعة لهارون والكهنوت، واستخدامه للقب الإلهي إيل شداي قبل أن يكشف الإله عن اسمه لموسى.
بشكل عام، يهتم المصدر الكهنوتي بالأمور الكهنوتية – الطقوس، وأصول المزارات وطقوسها، وسلاسل الأنساب – عبّر عنها كلها بأسلوب رسمي متكرر. يُشدّد هذا المصدر على قواعد وطقوس العبادة، والدور الحاسم للكهنة، ويُوسّع بشكل كبير الدور الممنوح لهارون (جميع اللاويين كهنة، ولكن وفقًا للمصدر الكهنوتي، كان يُسمح فقط لأحفاد هارون بأداء المهام في قدس الأقداس).

## خلفية
لا يُعرف الكثير عن تاريخ يهوذا في فترتي السبي وما بعد السبي، ولكن يمكن تلخيص النظريات الحالية حول هذا التاريخ على النحو التالي:
- تمحور الدين في مملكة يهوذا حول طقوس القرابين في الهيكل في القدس. هناك، كانت العبادة في أيدي كهنة معروفين بالصادوقيين المنحدرين، وفقًا للكتاب المقدس العبري، من صادوق رئيس الكهنة الذي عيّنه صموئيل.[10] ويعاونهم أيضًا رتبة أدنى من المسؤولين الدينيين تسمى اللاويين الذين لم يُسمح لهم بنحر القرابين، وكانوا مقتصرين على الوظائف الوضيعة.
- رغم كون الصادوقيون هم الكهنة الوحيدون في القدس، كان هناك كهنة آخرون في مراكز أخرى كان أبرزها معبد في بيت إيل شمال القدس. كانت بيت إيل، مركزًا عبادة "العجل الذهبي"، وأحد المراكز الدينية الرئيسية في مملكة إسرائيل الشمالية التي حظيت بدعم ملكي حتى دمرتها الإمبراطورية الآشورية الجديدة سنة 721 ق.م. كان هارون مرتبطًا بطريقة ما ببيت إيل.
- في سنة 587 ق.م.، غزت الإمبراطورية البابلية الجديدة القدس وأخذت معظم الكهنة الصادوقيين إلى المنفى، تاركة وراءها اللاويين، الذين كانوا فقراء ومهمشين للغاية بحيث لا يمثلون تهديدًا لمصالحهم. لعب الهيكل في بيت إيل الآن دورًا رئيسيًا في الحياة الدينية لسكان مملكة يهوذا، حيث بدأ الكهنة غير الصادوقيين، تحت تأثير كهنة بيت إيل الهارونيين، يطلقون على أنفسهم اسم "أبناء هارون" لتمييز أنفسهم عن " أبناء صادوق".
- عندما عاد الكهنة الصادوقيين من السبي البابلي بعد سنة 538 ق.م.، بدأوا في إنشاء الهيكل الثاني، ودخلوا في صراع مع اللاويين. فاز الصادوقيون في الصراع لكنهم اعتمدوا الاسم الهاروني، سواء كجزء من تسوية أو للتغلب على خصومهم من خلال استمالة أسلافهم.
- وفي الوقت نفسه، وجد الصادوقيون أنفسهم في صراع مع اللاويين، الذين اعترضوا على وضعهم كتابعين. انتصر الكهنة أيضًا في هذه المعركة، حيث كتبوا في الوثائق الكهنوتية قصصًا مثل قصة تمرد قورح التي تُصوّر تحدي الكهنة على أنه أمر غير مقدس ولا يُغتفر.

## النص الكهنوتي

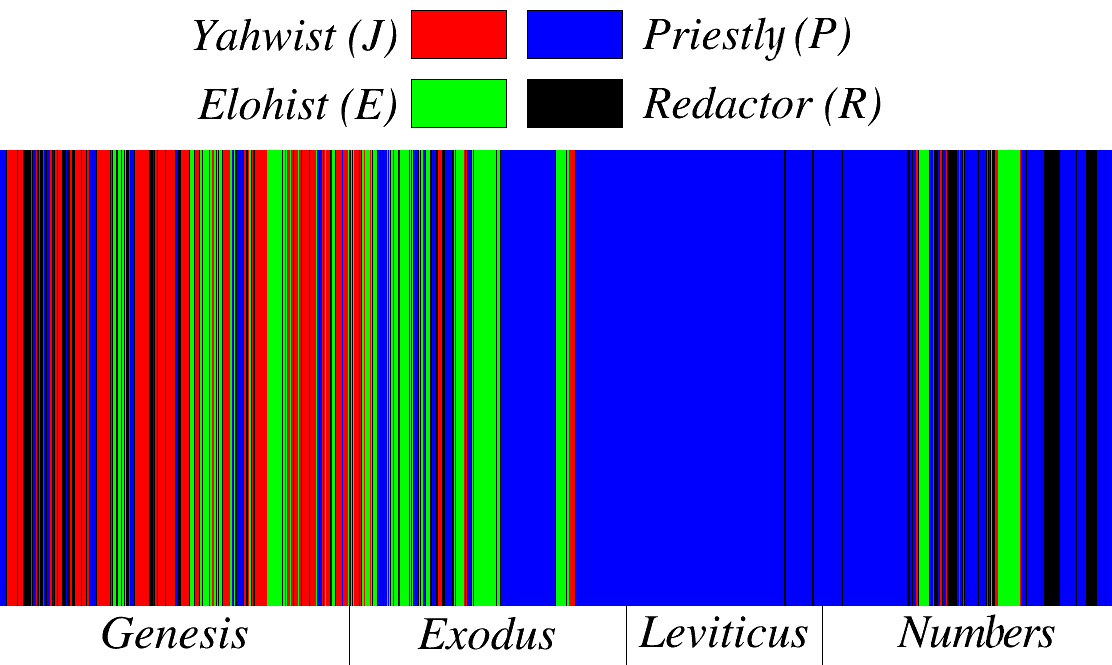
توزيع مصادر الأسفار الأربعة الأولى من الكتاب المقدس حسب الفرضية الوثائقية لـ آر إي فريدمان

تصف أسفار موسى الخمسة أو التوراة عصر ما قبل التاريخ لبني إسرائيل منذ خلق العالم، وحتى الآباء الأوائل الكتابيين ورحلاتهم، إلى الخروج من مصر ولقاء الإله في البرية. تحتوي الأسفار على العديد من التناقضات، والتكرار، واختلاف أساليب السرد، واختلاف أسماء الإله. يشير جون فان سيترز إلى أنه ضمن الأسفار الأربعة الأولى، "توجد روايتان عن الخلق، ونسبان لسلالة شيث، ونسبان لسلالة سام، وعهدان بين إبراهيم وإلهه، ووحيان ليعقوب في بيت إيل، ودعوتان لموسى لإنقاذ شعبه، ومجموعتان من الشرائع المعطاة في سيناء، وخيمتان للاجتماع/مظال نصبتا في سيناء." كانت التكرارات والأنماط والأسماء غير عشوائية، ولكنها تتبع أنماطًا محددة، وقد قادت دراسة هذه الأنماط العلماء إلى استنتاج مفاده أن هناك أربعة مصادر منفصلة تكمن وراءها.
رأى علماء القرن التاسع عشر الميلادي أن هذه المصادر هي وثائق مستقلة نُسجت معًا، وفي معظم القرن العشرين الميلادي كان هذا هو الإجماع المقبول. لكن في سنة 1973م، نشر العالم الكتابي الأمريكي فرانك مور كروس عملاً مؤثرًا بعنوان "الأسطورة الكنعانية والملحمة العبرية"، حيث زعم بأن المصدر الكهنوتي لم يكن وثيقة مستقلة (أي أنه لم يكن نصًا مكتوبًا يحكي قصة متماسكة ذات بداية ووسط ونهاية)، ولكنه كان توسّعًا تحريريًا لمصادر أخرى من المصادر الأربعة، وهو المصدر اليهوي/الإلوهيمي المُجمّع (المُسمّى JE). كانت دراسة كروس بداية لسلسلة من الهجمات على الفرضية الوثائقية، والتي كان أبرزها عمل هانز شميد الصادر سنة 1976م بعنوان "ما يسمى اليهوي، تساؤلات حول تاريخ المصدر اليهوي)، وعمل مارتن روز الصادر سنة 1981م الذي اقترح فيه أنه أُلّف المصدر اليهوي كمقدمة للتاريخ الذي يبدأ بسفر يشوع، وكتاب فان سيترز "إبراهيم في التاريخ والروايات" الذي حدد القرن السادس قبل الميلاد تاريخًا لكتابة قصة إبراهيم، وبالتالي المصدر اليهوي. بالإضافة إلى كتاب رولف ريندتورف "مشكلة عملية نقل أسفار موسى الخمسة" الصادر سنة 1989م الذي زعم فيه أنه لا اليهوي ولا الإلوهيمي كانا موجودين على الإطلاق كمصادر، ولكنهما بدلاً من ذلك يُمثّلان مجموعات من القصص المجزأة المستقلة والقصائد وما إلى ذلك.
لم يظهر إجماع جديد ليحل محل الفرضية الوثائقية، ولكن منذ منتصف الثمانينيات تقريبًا ظهرت نظرية مؤثرة تربط ظهور أسفار موسى الخمسة بالوضع في مملكة يهوذا في القرن الخامس قبل الميلاد تحت الحكم الإمبراطوري الفارسي. كانت المؤسسة المركزية في مقاطعة يهود ما بعد السبي الفارسية هو الهيكل الثاني الذي أعيد بناؤه، والذي كان بمثابة المركز الإداري للمقاطعة يدفع اليهود من خلاله الضرائب إلى الحكومة المركزية. كانت الحكومة المركزية على استعداد لمنح الحكم الذاتي للمجتمعات المحلية في جميع أنحاء الإمبراطورية، ولكن كان من الضروري أولاً أن يعرض المجتمع المتمتع بالحكم الذاتي قوانينه المحلية للحصول على التفويض الإمبراطوري. وقد وفر هذا حافزاً قوياً لمختلف المجموعات التي تشكل المجتمع اليهودي في المقاطعة للتوصل إلى اتفاق. وكانت المجموعات الرئيسية هي العائلات المالكة للأراضي التي كانت تسيطر على المصادر الرئيسية للثروة، والعائلات الكهنوتية التي كانت تسيطر على الهيكل. كان لكل مجموعة تاريخها الأصلي الذي يضفي الشرعية على امتيازاتها. كانت الرواية الدينية لملاك الأراضي مبنية على المصدر التثنوي القديم، الذي كان موجودًا منذ القرن السادس قبل الميلاد على الأقل وكان له جذوره حتى قبل ذلك؛ وكانت العائلات الكهنوتية تتآلف من أجل "تصحيح" و"إستكمال" نص ملاك الأراضي. في الوثيقة النهائية، تضع الأصحاحات 1-11 من سفر التكوين الأسس، وتُعرّف الأصحاحات 12-50 شعب بني إسرائيل، وتُحدد أسفار موسى شرائع المجتمع وعلاقته بإلهه.
منذ النصف الثاني من القرن العشرين الميلادي، خضعت وجهات النظر حول العمر النسبي للمصدر الكهنوتي وقانون القداسة (H) لمراجعة كبيرة. زعم علماء منهم كارل إليجر [الألمانية] وإسرائيل نول [الإنجليزية]، وكريستوف نيهان أن قانون القداسة أحدث من النص الكهنوتي. بالتعاون مع جاكوب ميلجروم، حدد نول أيضًا مقاطع مرتبطة بقانون القداسة في أماكن أخرى من أسفار موسى الخمسة. وزعم مؤلفون مثل بيل أرنولد وبافو تاكر بأن معظم المقاطع السردية المنسوبة تقليديًا إلى المصدر الكهنوتي يجب أن تُربط بقانون القداسة بدلاً من المصدر الكهنوتي. يعزو العديد من العلماء الشرائع الواردة في المصدر الكهنوتي إلى الرغبة في تمجيد الطبقة الكهنوتية الهارونية التي ألفته.

## رواية المصدر الكهنوتي
يبدأ المصدر الكهنوتي بقصة خلق العالم وينتهي عند وصول بني إسرائيل إلى حافة أرض الميعاد، ويروي قصة بني إسرائيل وعلاقتهم بإلههم يهوه، ويظهر بشكل متقطع في أسفار موسى الأربعة الأولى (التكوين، الخروج، اللاويين، العدد). يوضح المصدر الكهنوتي أربعة عهود لآدم ونوح وإبراهيم وموسى، حيث يكشف الإله عن نفسه تدريجيًا كإلوهيم وإيل شداي ويهوه. تنتمي مقاطع تُعرف بالنصوص الكهنوتية إلى المصدر الكهنوتي، حظي عددها ومداها على إجماع معين بين العلماء (مثل ينسن 1992، نول 2007، رويمر 2014، فوست 2019).
حديثًا، استخدم أكسل بوهلر وآخرون في سنة 2023م خوارزمية، لتحديد "النص الكهنوتي الأساسي" الذي يمتد، ولكن ليس بشكل مستمر، من تكوين 1 إلى خروج 40، ويتميز بتوحيد شامل حيث يكشف الإله عن نفسه تدريجيًا للبشر ولشعب إسرائيل بشكل خاص، بداية من تكوين 1-11، حيث يُدعى الإله إلوهيم، وانتهاءً ببناء خيمة الاجتماع (خروج 25-31*؛ 35- 40*). يعود تاريخ هذا النص إلى الفترة الفارسية المبكرة (نهاية القرن السادس قبل الميلاد أو بداية القرن الخامس قبل الميلاد)، وبما أن الطقوس الموضحة هناك، مثل الختان والسبت، لا تحتاج إلى معبد، فإن النص يُظهر "عالميته وتوحيده ورؤيته السلمية." خلص بوهلر وزملائه إلى أن النصوص الكهنوتية تشمل حوالي 20% من نص سفر التكوين (292 آية من أصل 1533 آية)، و50% من نص سفر الخروج (596 آية من أصل 1213 آية) أي 33% في إجمالي النصين معًا (888 آية من أصل 2746 آية).

## الخصائص والتأريخ والنطاق

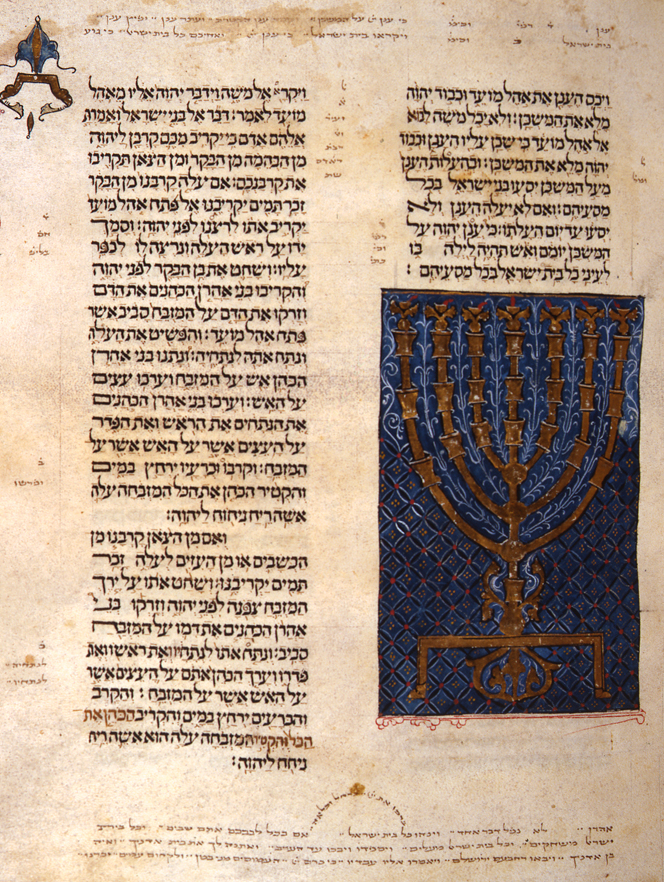
نهاية سفر الخروج وبداية سفر اللاويين في مخطوطة ترجع لنهاية القرن الثالث عشر الميلادي.

### الخصائص
يهتم النص الكهنوتي بالأمور الكهنوتية – الطقوس، وأصول المزارات وطقوسها، وسلاسل الأنساب – التي عبّر عنها بأسلوب رسمي متكرر. يشدد النص على قواعد وطقوس العبادة، والدور الحاسم للكهنة، ويُوسّع بشكل كبير الدور الممنوح لهارون (جميع اللاويين هم كهنة، ولكن وفقًا للمصدر الكهنوتي، كان يُسمح فقط لأحفاد هارون بأداء مهامهم في قدس الأقداس).
الإله في النص الكهنوتي مهيب ومتعالي، وكل الأشياء تحدث بفضل قدرته وإرادته، وقد كشف عن نفسه على مراحل، أولاً باسم إلوهيم، ثم لإبراهيم باسم إيل شداي (عادةً ما تُترجم بـ "الله القدير")، وأخيرًا لموسى باسمه الفريد يهوه. يقسّم النص التاريخ إلى أربع عصور من زمان الخلق إلى زمان موسى من خلال عهود بين الإله مع نوح وإبراهيم وموسى. في النص، بنو إسرائيل هم شعب الله المختار، وعلاقته معهم تحكمها العهود، ويهتم إله المصدر الكهنوتي بأن يحافظ بنو إسرائيل على هويتهم عن طريق تجنب التزاوج مع غير الإسرائيليين. يهتم المصدر الهنتوي بشدة بالقداسة أي الطهارة الطقسية للشعب وللأرض: يجب أن تكون إسرائيل "مملكة كهنة وأمة مقدسة"،خروج 19: 6 وتهدف قواعد وطقوس المصدر الكهنوتي المُفصّلة إلى خلق وحفظ القداسة.
قُدّم تصوّرين جيدين يوضحان وجود طبقتين على الأقل من النص يرجعان إلى فترتي السبى وما بعد السبي، ويغطيان فترة زمنية واسعة بين سنتي 571-486 ق.م. امتازت تلك الفترة بالالتزام الدقيق بالطقوس نظرًا لكونها إحدى الوسائل القليلة المتاحة التي يمكن أن تحافظ على هوية الشعب، وأوجدت رواية مؤلفي النص الكهنوتي عالمًا مستقرًا وآمنًا بشكل أساسي حيث كان تاريخ بني إسرائيل تحت سيطرة الإله، لذا أبتعد بنو إسرائيل عن الإله، أدى ذلك إلى دمار القدس وسبيهم إلى بابل.

### التأريخ
قام يوليوس فلهاوزن الباحث الألماني في القرن التاسع عشر الميلادي الذي صاغ الفرضية الوثائقية، بترتيب المصادر زمانيًا فبدء باليهوي والإلوهيمي، ثم التثنوي، وأخيرا الكهنوتي. في نهاية القرن العشرين الميلادي، حدد عدد مُطّرد من العلماء زمن كلا من النص اليهوي (ذو المحتوى القصصي) والنص الكهنوتي (مزيج من المواد القصصية والقانونية) بأنه في أواخر العصر البابلي الحديث أو الفترات الفارسية. وفي سنة 2023م، اعتبرت ليان فيلدمان أن أسفار موسى الخمسة أُلّفت في القرن الخامس قبل الميلاد إلى القرن الرابع قبل الميلاد، وأن المصدر الكهنوتي كان إضافة أخيرة، من الممكن أن تكون قد أضيفت قرابة القرن الرابع قبل الميلاد.

### النطاق
رغم اتفاق معظم العلماء على تحديد النصوص الكهنوتية في سفر التكوين حتى سفر الخروج، إلا أن الآراء منقسمة حول النهاية الأصلية لوثيقة المصدر الكهنوتي المنفصلة. النهايات المفترضة تقول بأنه ينتهي إما سفر يشوع، أو في تثنية 34، أو لاويين 16 أو 9:24، أو في خروج 40، أو في خروج 29:46. يُعد المصدر الكهنوتي مصدرًا لقصة الخلق الأولى في تكوين 1، وقصة نسل آدم، وجزء من قصة الطوفان، وتوزيع الأمم، وسلسلة نسب سام (أي أسلاف إبراهيم). معظم بقية سفر التكوين من المصدر اليهوي، ولكن المصدر الكهنوتي يُنسب إليه العهد مع إبراهيم (الأصحاح 17) وبعض القصص الأخرى المتعلقة بإبراهيم وإسحاق ويعقوب.
ينقسم سفر الخروج أيضًا بين المصدرين اليهوي والكهنوتي، ويُعتقد أن الكتبة الكهنوتيين كانوا يضيفون إلى النص اليهوي الموجود بالفعل. الأصحاحات 1-24 من سفر الخروج (من العبودية في مصر إلى ظهورات الإله في سيناء) والأصحاحات 32-34 (حادثة العجل الذهبي) هي من المصدر اليهوي مع تعديلات كهنوتية طفيفة نسبيًا كانت تهدف إلى الإشارة إلى أن طاعة بني إسرائيل للأوامر بأن كانت مثمرة وللإشارة إلى الطبيعة النظامية لبني إسرائيل حتى في مصر. كما يُعد المصدر الكهنوتي مصدرًا للأصحاحات 25-31 و35-40، التي تسرد تعليمات صنع خيمة الاجتماع وقصة تصنيعها.
تُقسّم الأصحاحات 1-16 من سفر اللاويين العالم إلى العوام (أي غير المقدسين) والكهنة ذوي القداسة. يجب فصل كل من أصابه النجاسة عن الكهنة والهيكل حتى تتم يستعيد طهارته من خلال الغسل والتضحية ومرور فترة من الزمن. يعتقد نيهان، إن طقوس التطهير في سفر اللاويين 16 كانت خاتمة الوثيقة الكهنوتية الأصلية؛ وفقًا لهذا الرأي وما شابهه، فإن جميع النصوص المشابهة للنص الكهنوتي التي تلي هذا الأصحاح هي إضافات ما بعد كهنوتية. يُطلق على الأصحاحات 17-26 من سفر اللاويين اسم قانون القداسة، بسبب إصراره المتكرر على أن بني إسرائيل يجب أن يكونوا شعبًا مقدسًا؛ يعتقد العلماء أن هذه الأصحاحات نصًا منفصلًا ضمن المصدر الكهنوتي الأكبر، وتتبعوا نصوص القداسة المماثلة في أماكن أخرى من أسفار موسى الخمسة.
في سفر العدد، يساهم المصدر الكهنوتي في الأصحاحات 1 حتى 10: 28، 15-20، 25-31، و33-36، ويشمل من بين أمور أخرى، التعدادات، والأحكام بشأن وضع اللاويين والكهنة (بما في ذلك تخصيص مدن للاويين)، ونطاق وحماية أرض الميعاد. تشمل المواضيع الكهنوتية في سفر العدد أهمية الكهنوت لسلامة بني إسرائيل (طقوس الكهنة ضرورية لإزالة النجاسة)، وتوفير الإله للكهنوت كوسيلة يعبر بها عن إخلاصه للعهد مع إسرائيل. في الأصل، ينتهي المصدر الكهنوتي في سفر العدد بسرد موت موسى وخلافة يشوع ("ثم صعد موسى من سهول موآب إلى جبل نيبو...")، ولكن عندما أضيف سفر التثنية إلى أسفار موسى الخمسة، نُقلت هذه العبارات إلى نهاية سفر التثنية.

## وصلات خارجية
- The Priestly source isolated, at wikiversity
- The narrative of the priestly source isolated, at wikiversity